# BET Award para Álbum do Ano
O BET Award para Álbum do Ano (do original em inglês, BET Award for Album of the Year) é uma das atuais categorias do BET Awards, premiação estabelecida em 2001 para reconhecer destaques do mercado fonográfico e de entretenimento afro-americano. Esta categoria foi iniciada na edição de 2017 e destina-se a premiar artistas individuais ou grupos musicais por seus respectivos trabalhos em álbuns musicais durante o ano anterior à cada edição específica. 
A cantora estadunidense Beyoncé foi o primeiro artista vencedor da categoria, em 2017, sendo desde então a artista mais recorrente com 3 indicações subsequentes. O rapper Kendrick Lamar foi o vencedor da segunda edição da categoria em 2018, quando foi indicado duas vezes na mesma edição. Outros nomes recorrentes na categoria são Jay-Z, Bruno Mars e Jazmine Sullivan. Mars, por sua vez, foi indicado primeiramente como artista individual pelo álbum 24K Magic e, posteriormente, venceu a categoria como parte da dupla Silk Sonic pelo álbum An Evening with Silk Sonic.

## Vencedores e indicados
| Ano  | Vencedor(s)      | Obra                                  | Indicados | Ref.  |
| ---- | ---------------- | ------------------------------------- | --- | ----- |
| 2017 | Beyoncé          | Lemonade                              | - Chance the Rapper — Coloring Book - J. Cole — 4 Your Eyez Only - Bruno Mars — 24K Magic - Solange — A Seat at the Table                                                                                    | [ 1 ] |

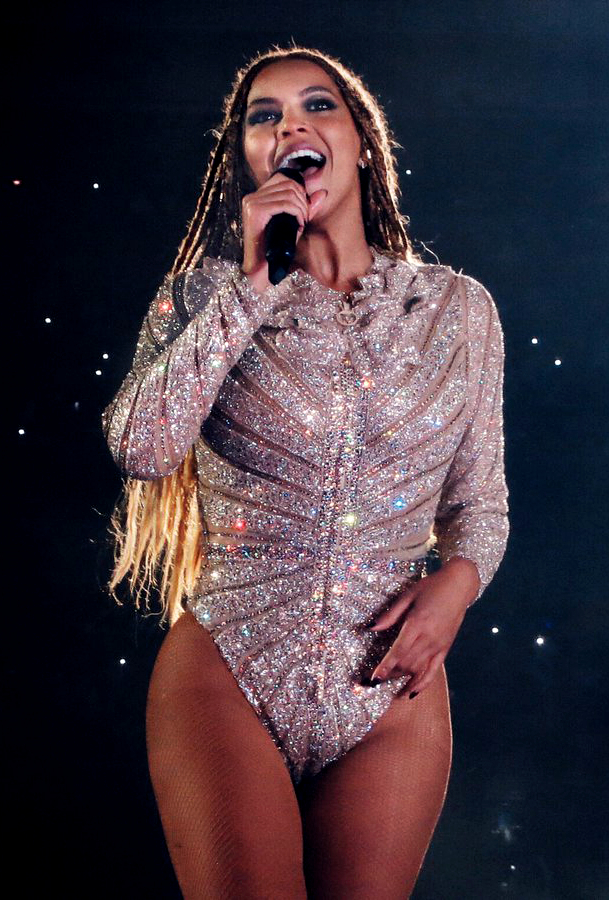
Beyoncé, vencedora em 2017 e indicada em 2019 e 2020.

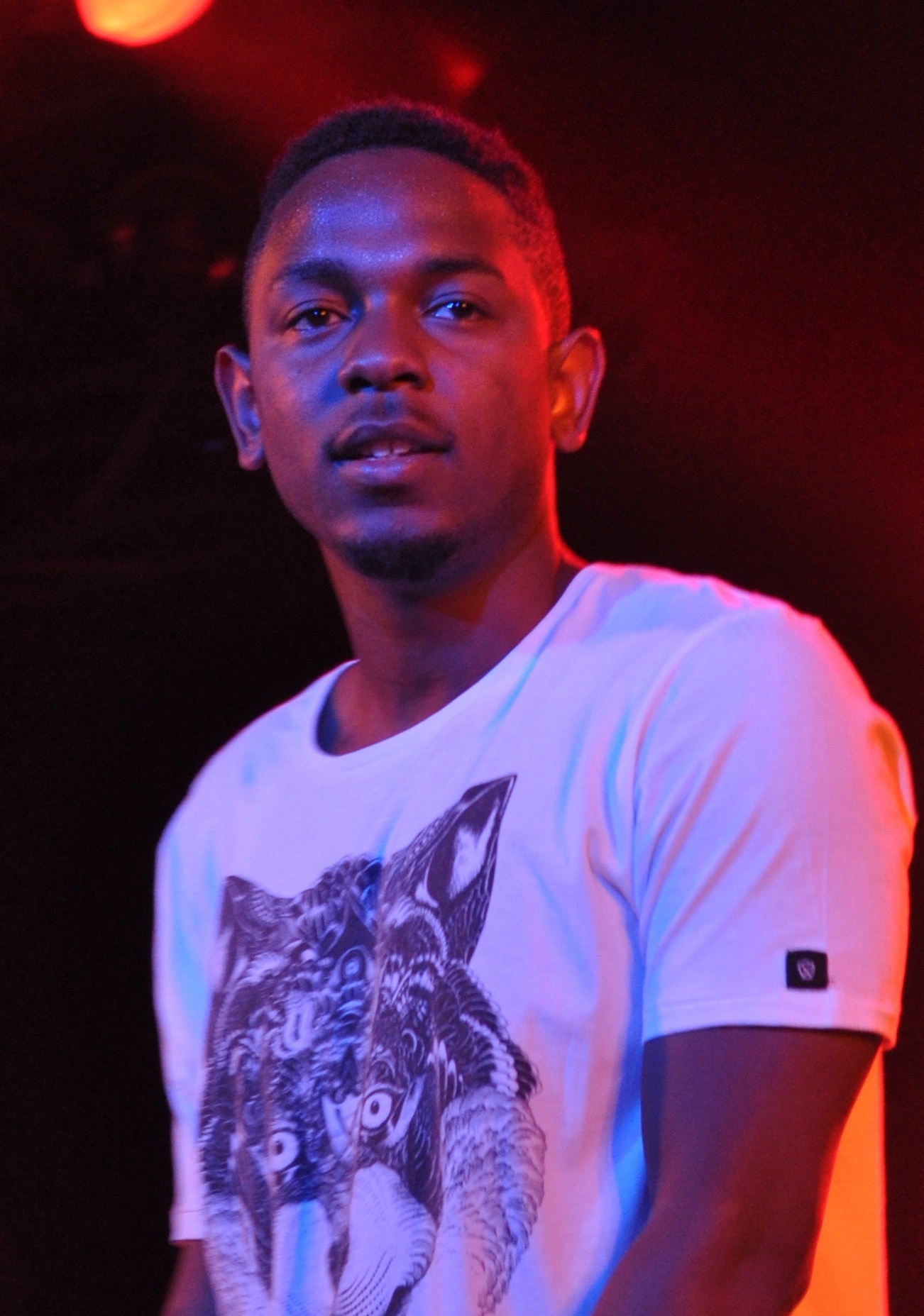
Kendrick Lamar, vencedor em 2018.

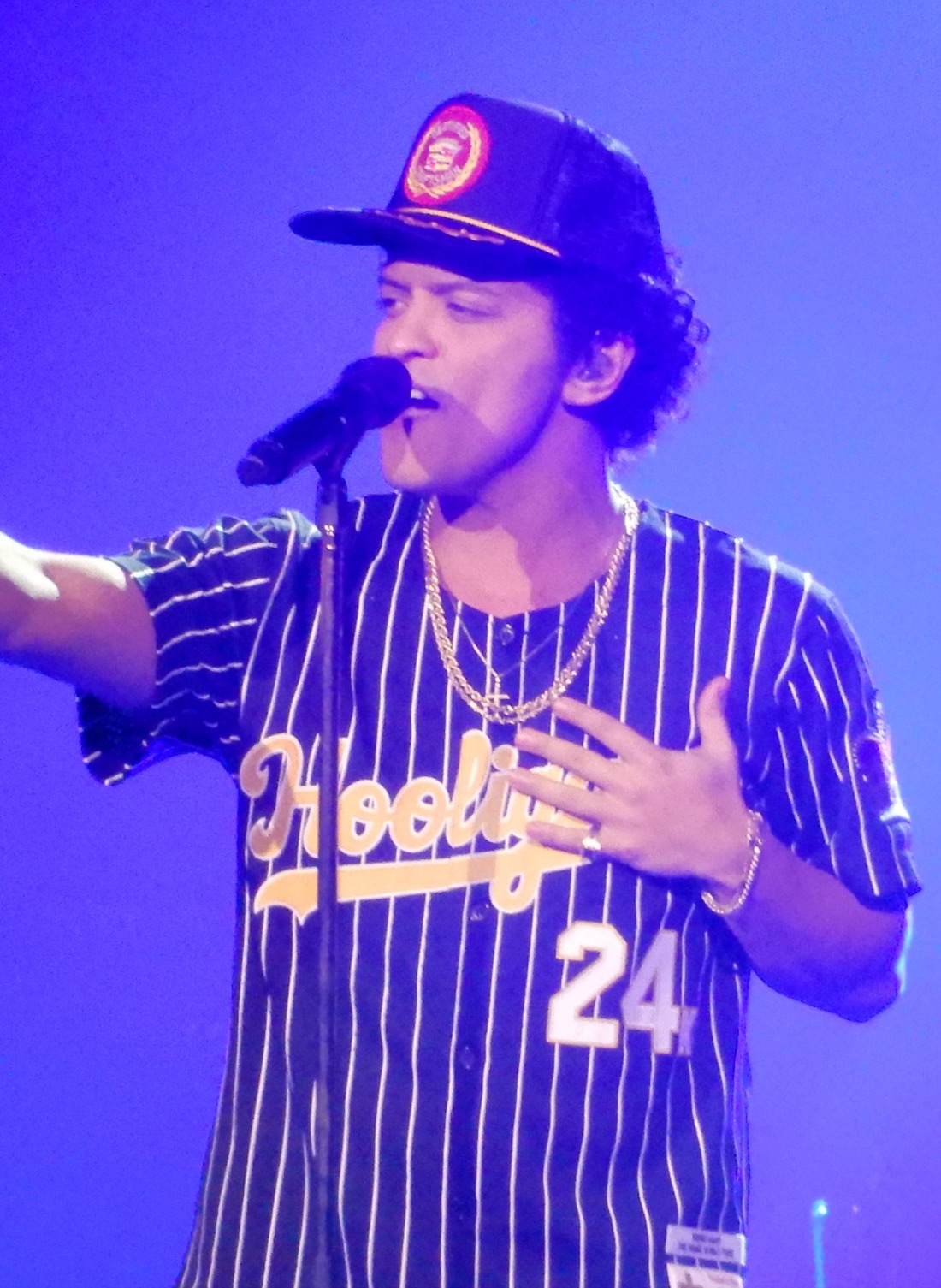
Bruno Mars, indicado em 2017 e vencedor em 2022.

| 2018 | Kendrick Lamar   | DAMN.                                 | - DJ Khaled — Grateful - Migos — Culture II - SZA — Ctrl - Jay-Z — 4:44 - Kendrick Lamar — Black Panther: The Album                                                                                          | [ 2 ] |
| 2019 | Cardi B          | Invasion of Privacy                   | - Travis Scott — Astroworld - Meek Mill — Championships - Ella Mai — Ella Mai - The Carters — Everything Is Love                                                                                             |       |
| 2020 | Roddy Ricch      | Please Excuse Me For Being Antisocial | - Beyoncé — Homecoming: The Live Album - DaBaby — Kirk - H.E.R. — I Used to Know Her - Lizzo — Cuz I Love You - Megan Thee Stallion — Fever                                                                  |       |
| 2021 | Jazmine Sullivan | Heaux Tales                           | - The Weeknd — After Hours - DaBaby — Blame It on Baby - Megan Thee Stallion — Good News - Nas — King's Disease - Chloe x Halle — Ungodly Hour                                                               |       |
| 2022 | Silk Sonic       | An Evening with Silk Sonic            | - H.E.R. — Back of My Mind - Tyler, the Creator — Call Me If You Get Lost - Drake — Certified Lover Boy - Kanye West — Donda - Jazmine Sullivan — Heaux Tales, Mo' Tales: The Deluxe - Doja Cat — Planet Her |       |